# トミー茨城
トミー茨城（トミーいばらき、1979年10月20日 - ）は、日本のプロレスのレフェリーである。主に2AWにおいてレフェリングを行い同団体に所属する。茨城県龍ケ崎市出身。身長161cm、体重67kg。本名は非公開。

## 経歴
観客から微妙と評価されるレフェリングで注目される有望株といわれる。千葉Blue Fieldでの試合終了後に行われる、ときわ苑集会では、味方冬樹と共に参加する。ブログを始めたが三日坊主に終わるが、2代目のブログはなんとか継続中。コミッショナー選挙では味方冬樹に敗れる。
2006年からはアパッチプロレス軍でもレフェリングをこなしている。同年7月から右腕及び右肩の腱鞘炎治療のため、長期欠場中であったが10月16日に復帰した。
現在はKAIENTAI DOJOのメインレフェリーを務めるかたわら、地元・茨城県を中心に活動するごじゃっぺプロレスにレフェリーとしてレギュラー参戦している。
2012年4月20日をもって、デビュー10周年を迎えた。茨城と千葉を中心に活動の場を広げつつある。
同年よりKAIENTAI DOJOの姉妹団体となったREINA×WORLDでも裁いている。
2015年、水戸にある格闘酒場貫一を基準にEEE! トリプルE!（エンジョイ、エキナン、エンターテインメント）なるイベントを主催している。
2024年よりマリーゴールドでもレフェリングを行うようになり、7月13日の両国国技館大会より、女子の試合を裁く時は冨田 大輔を名乗ることになった。

## 好きな食べ物・漫画
- 寿司
- カレー
- ドラゴンボール
- 熱血最強ゴウザウラー

## 特技
- ベース
- サーフィン

## 趣味
- 音楽

## テーマ曲
- 「トミー」（作曲者不明） キングレコード 「KAIENTAI DOJO 2」の隠しトラックに収録

## テレビ出演
- プロレスKING（GAORA）

映画　不思議な岬の物語